# Gliese 154
Gliese 154 è una stella che si trova a circa 48 anni luce di distanza dal Sistema solare. Appartiene alla sequenza principale ma è più piccola e fredda e meno luminosa rispetto al Sole, infatti è una nana rossa la sua classe spettrale è M1 V. Pur essendo una stella relativamente vicina alla Terra, è troppo debole per poter essere visibile ad occhio nudo. La sua magnitudine apparente, infatti, è 9,67, mentre la magnitudine assoluta è 8,85.